# 許成章
許成章（1912年2月9日—1999年6月22日），台灣學者，生於澎湖縣白沙鄉。

## 生平
「浪滔沙的學人」，台語漢語文字語言巨擘。曾任高雄市第七中學及高雄中學國文教師，1958年起19年至退休前任教於高雄醫學院，退休前為教授。
2009年3月17日，中華民國行政院文化建設委員會所屬國立台灣文學館舉辦「吳守禮、許成章文物捐贈展」。
許成章先生一生都為了台語文的推廣而犧牲奉獻，為了讓更多人理解台語文的美妙之處，只能用華語書寫人人都懂的文字，因此沒能為自己留下一些台語文的創作。呂興昌教授為兩位前輩犧牲奉獻的精神感到十分感動，但是也為他們感到些許惋惜與不捨。

## 著作
退休後，著手編輯《台灣漢語辭典》（1992）。
生平著作由財團法人國家文化藝術基金會補助，財團法人文學台灣基金會策劃，高雄春暉出版社於2000年《許成章作品集》出版，計八冊。
第一冊《散文》
第二冊《正名室詩存》
第三冊《燈謎》
第四冊《詩論》
第五冊《評論》
第六冊《諺語》
第七冊《錯字的故事》
第八冊《台語研究》